# 關西水母娘娘廟
24°48′20″N 121°11′23″E / 24.805508°N 121.189837°E
關西水母娘娘廟，又稱水母亭，是位於臺灣新竹縣關西鎮仁安里拱子溝的水母娘娘廟，以井水知名。

## 沿革
此廟又稱「水母亭」，位在關西鎮仁安里拱子溝，附近為仁安里集會所。仁安里因具有豐沛地下水，故舊地名有「水倉」之稱。公路局修繕台三線時，曾勘查此里的地質屬岩層和黏土層、礫石層，地下水豐沛，由雨水經層層滲透過濾而成，口感特殊。

早年關西人會經過今為新竹縣鄉道竹69線的道路，運送茶葉等商品至龍潭等地，此路旁的泉水成為他們的解渴、歇腳之處。相傳有一位迷路的旅客，倒在現在水母娘娘廟旁的小道，被一位面貌慈祥的老婦人拿碗水餵後便沈睡，清醒見到附近正湧出清澈見底的甘泉，便認為是水母娘娘顯靈。台灣日治時期起就有民眾搭小廟祭祀水母娘娘，成為全台灣少數有廟宇、塑像的井神。

## 神水
此廟神案下方設有約一公尺深的泉井水，供人祭拜擲筊後以小瓶取回治病；廟旁還設有三個儲水塔，讓民眾可免費取用。信徒相信飲用的水就從廟外水槽汲取；若要治病則進用廟內神桌下的水井。民眾也會在端午節在此廟取午時水。
在該廟義務掃除的蕭國標說，水母娘娘廟裡的水能治病，在日治時期就已聞名。他小時候曾聽說由廟裡的神水太靈驗，妨礙醫院生意，遂醫院就聯合起來向日本政府告狀，指稱神水是迷信，水中含菌太多有害人體，要求當局禁止民眾汲用。日本人就派人取水詳加化驗，驗出此地水質極佳，甚至達到生飲標準，讓檢舉者無法再告狀。
一次政府檢驗此廟水質時，傳出向在場信眾索賄，臺灣省環保處北區防治中心人員還因此直斥無中生有。
仁安里長詹勳鴻表示，耆老相傳有一名婦人在挑送物品的歸途中，因為腳髒汙就到此泉水旁洗腳，返家後全身不適，病痛難耐。丈夫得知道準備鮮花、果品趕往焚香祭拜，才解此厄。
在樂透彩瘋靡全臺時，也有人在此擺沙盤來看明牌以簽注。2008年9月，新竹縣政府文化局出版《緩慢旅行，在地樂活》，介紹此廟的起源傳說，結果吸引不少外地遊客前往。